# 페드로 미겔 아르세
페드로 미겔 아르세(스페인어: Pedro Miguel Arce, 1976년 6월 17일~2022년 12월 9일)는 니카라과의 배우이다.

## 출연 작품
- 웨이크필드 프로젝트 (2019년)
- 키드냅 시티 (2016년)
- 플리즈 킬 미스터 노우 잇 올 (2013년)
- 킬 스피드 (2010년)
- 스텝 브라더스 (2008년)
- 아직 멀었어요? 2 (2007년) - 조지 푸루 역
- 겟리치오어다이트라잉 (2005년)
- 랜드 오브 데드 (2005년)
- 드라마 퀸 (2004년)
- 스트리트 타임 (2002년)

### 텔레비전
- 더 스트레인